# بي أل-01
بي أل-01 هي دبابة خفيفة بولندية وزنها 35 طن صنعت باستعمال سبائك سيراميكية وكربونية، من إنتاج اوبرم البولندية بالتعاون مع شركة متعددة الجنسيات المختصة في الصناعات الجوية والدفاعية ومقرها لندن بي إيه إي سيستمز. عرضت الدبابة للجمهور أول مرة في سبتمبر 2013 ويخطط أن تدخل الخدمة في 2018. تتشابه مع الدبابة السويدية الخفيفة سي في-90120-تي. زودات الدبابة بمحرك ديزل بقوة 940 حصان يعطيها سرعة قصوي تبلغ 70كم/س ومدي حوالي 500كم. وزدات بمدفعين الأول من عيار 120 مم ب46 قذيفة يعمل بالتحميل الأتوماتيكي والثاني رشاش عيار 7.62مم ب 700. الدبابة سيتم تزويدها بنظام حماية سلبي، كما سيتم وضع نظام إدارة معارك متقدم وأنظمة لتقليل البصمة الحرارية.